# Mitterndorf (Dachau)
Mitterndorf ist ein Gemeindeteil der Großen Kreisstadt Dachau im oberbayerischen Landkreis Dachau.

## Geographie
Das Pfarrdorf Mitterndorf liegt circa einen Kilometer westlich von Dachau und ist über die Staatsstraße 2339 zu erreichen.
Von Westen kommend mündet die Maisach bei Mitterndorf in die Amper.

## Geschichte
Mitterndorf wurde als ehemaliger Teil der Gemeinde Günding am 1. Mai 1978 zu Dachau eingegliedert.

## Sehenswürdigkeiten
Siehe auch: Liste der Baudenkmäler in Mitterndorf
- Katholische Pfarrkirche St. Nikolaus und Maria
- Pfarrhaus, erbaut 1752

## Persönlichkeiten
- Ernest George Dodge (1863–1898), Maler
- Max Feldbauer (1869–1948), Maler
- Ignatius Taschner (1871–1913), Bildhauer